# 維爾-庫寧西基
50°5′33″N 23°50′10″E / 50.09250°N 23.83611°E
維爾-庫寧西基（烏克蘭語：Бір-Кунинський），是烏克蘭西部的村莊，隸屬利維夫州的利維夫區。該村始建於1580年，面積0.63平方公里，海拔高度236米，2001年人口169。